# MAD SKY -鋼鉄の救世主-
「MAD SKY -鋼鉄の救世主-」（マッドスカイ こうてつのメシア）は、日本のロックバンドPierrotの、メジャーレーベルから発売された2枚目のシングル。1998年12月2日、東芝EMIより発売。

## 概要
前作「クリア・スカイ」から約3カ月ぶりのシングル。PIERROT史上最もチャート登場回数が多く、約14万枚を売り上げた。これは「ラストレター」に次いで2番目のセールス記録。1998年12月4日、『ミュージックステーション』に初出演し「MAD SKY -鋼鉄の救世主-」を演奏。
キリトはAメロの歌の録音に苦労したと述べ、声のビブラートの調整がなかなか納得行かず「オレは演歌歌手なのか！？」とさえ思ったと述べた。後に発売されたアルバム『FINALE』では作曲者がアイジとなっており、そのアイジは「基本的にはテーマがループしてて強烈に頭に残るという作りになっている」と述べた。「MOTHER scene II」は、インディーズ時代に限定200枚無料配布されたシングル「HAKEN KREUZ」収録曲の再録。
発売に先駆けて1998年11月4日から1999年1月5日まで、ツアー『THE BASE OF 「MAD SKY」』、1999年3月3日から4月1日まで、ツアー『RISING A 「MAD SKY」』を行い、4月1日のツアーファイナルでは初の日本武道館での公演をアルバム発売前に成功させた。この模様は、VHS・DVD『"FILM" RISING A 「MAD SKY」 at NIPPON BUDOKAN』に収録されている。

## 収録曲
1. MAD SKY -鋼鉄の救世主-
(作詞：キリト 作曲：Pierrot)
2. MOTHER scene II
(作詞：キリト 作曲：キリト)